# Nicolas Abram
Nicolas Abram (Xaronval, 1589 – Pont-à-Mousson, 7 settembre 1655) è stato un gesuita, filologo e teologo francese.

## Biografia
Nacque a Xaronval, in Lorena, nel 1589. Entrato nella Compagnia di Gesù nel 1606, studiò all'Università di Pont-à-Mousson, di cui scrisse la storia; ivi passò quasi tutta la vita, insegnandovi retorica, poi Sacra Scrittura; morì nel 1655. Pubblicò: Nonni Panopolitani Paraphrasis sancti secundum Joannem Evangelii, Parigi 1623, con traduzione latina, e aggiungendo, in 73 esametri greci, l'episodio dell'adultera; un commento alle Georgiche e alle Bucoliche, con una Diatriba de 4 fluviis et loco Paradisi (a Georg., IV, 290); Pharus Veteris Testamenti, Parigi 1648, in forma di dialogo.

## Opere principali
- (LA) Nicolas Abram, Νόννου Πανοπολίτου μεταβολή του κατά Ιωάννην αγίου Ευαγγελίου Nonni Panopolitani Paraphrasis Sancti secundum Ioannem Euangelij, Parisiis, Apud Sebastianum Cramoisy, via Iacobæa sub Ciconijs, 1623. URL consultato il 25 maggio 2019.
- (LA) Nicolas Abram, Commentarius in tertium volumen Orationum M. T. Ciceronis, vol. 1, Parisiis, Sumptibus Sebastiani Cramoisy, via Iacobaea, sub Ciconijs, 1631. URL consultato il 25 maggio 2019.
- (LA) Nicolas Abram, Commentarius in tertium volumen Orationum M. T. Ciceronis, vol. 2, Parisiis, Sumptibus Sebastiani Cramoisy, via Iacobaea, sub Ciconijs, 1631. URL consultato il 25 maggio 2019.
- Nicolai Abrami,... Commentarius in Pub. Virgilii Maronis opera omnia, 1634[1]
- (LA) Nicolas Abram, Pharus veteris Testamenti. Sive sacrarum quaestionum libri XV. Authore R. P. Nicolao Abramo, è Societate Jesu, Parisiis, M. Henault, 1648. URL consultato il 25 maggio 2019.[2]
- L'Université de Pont-à-Mousson ; histoire extraite des manuscrits du P. Nicolas Abram,... publiée en 1870 par le P. A. Carayon[3]